# Albrecht von Kolowrat
Albrecht von Kolowrat (spotykana też pisownia Kolowrath, ur. 1463, zm. 15 maja 1510) – syn Hanuša z Kolowrat (zm. 23 września 1483) i jego żony Katarzyny ze Šternberka (zm. 4 kwietnia 1465). Miał siostrę Katarzynę (wzmiankowana 1521−1529), żonę Zdeňka Dobrohosta z Ronšperka.
Albrecht Kolowrat był pełnomocnikiem króla czeskiego Władysława II Jagiellończyka, królewskim doradcą i najwyższym ochmistrzem (1496−1502), burgrabią Karlštejnu (1496−1497); w latach 1503−1510 pełnił urząd najwyższego kanclerza Królestwa Czech. Reprezentował króla w układzie kolowratskim (zawartym w 1504 z biskupem wrocławskim Janem Rothem), w którym prawo do sukcesji po nim w diecezji wrocławskiej zastrzeżono dla kandydatów pochodzących wyłącznie ze Śląska, Czech, Moraw lub Łużyc (wykluczając zatem w ten sposób Polaków).
Żonaty z Anną z domu Kováně (1479−1523), wdową po Hynku z Valdštejna. Nie miał dzieci.